# Садовський Микола Карпович
Мико́ла Ка́рпович Садо́вський (справжнє прізвище Тобіле́вич; 6 (18) липня 1856 , Кам'яно-Костувате, Бобринецький повіт, Херсонська губернія, Російська імперія  — 7 лютого 1933 , Київ ) — український актор, режисер і громадський діяч. Корифей українського побутового театру. Брат Івана Карпенка-Карого, Панаса Саксаганського й Марії Садовської-Барілотті.

## Життєпис

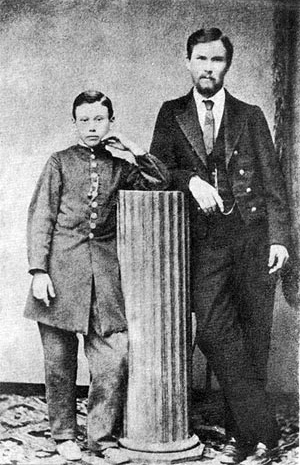
Учень Херсонської гімназії Микола Тобілевич з братом Іваном, 1868 р.

### Ранні роки
Микола Тобілевич народився 1 (13) грудня 1856 року в селі Кам'яно-Костувате, тепер Братський район, Миколаївська область. Його батько Карпо Адамович Тобілевич викупив із кріпацтва його майбутню матір Садовську Євдокію Зіновіївну.
Він навчався в Єлисаветградському реальному училищі, замолоду брав участь в аматорських гуртках. З початком Російсько-турецької війни 1877—1878 рр. прямо з училища іде на фронт добровольцем. Він бере участь практично у всіх найбільших битвах на Балканах, в переправі через Дунай, обороні Шипкинського перевалу, в кінці кампанії дійшов до самого Константинополя. Був нагороджений Георгієвським хрестом, представлений до офіцерського чину. Однак Микола Тобілевич не спокусився військовою кар'єрою, а вернувшись на Єлисаветградщину зайнявся сімейним захопленням — театром.

### Робота в театрі
З 1881 року — в професійному театрі у трупах Г. Ашкаренка, Марка Кропивницького, Михайла Старицького, а 1888 року організував власну трупу. 1898 року трупа Садовського об'єдналася з «Товариством російсько-малоросійських артистів» братів Тобілевичів (І. Карпенка-Карого та П. Саксаганського), потім, двома роками пізніше (1900 р.) до них приєднався ансамбль М. Кропивницького.
1905 року на запрошення з Галичини Садовський очолив театр «Руської Бесіди» у Львові, чим (разом із М. Заньковецькою) сприяв значному піднесенню театральної культури на західноукраїнських землях.

### Стаціонарний театр
Повернувшись до Києва, Садовський заснував перший український стаціонарний театр, який розпочав свою роботу 1906 року в Полтаві, а потім діяв аж до 1919 року в Києві. Артисти київського міського театру в січні 1919 року майже повним складом на чолі з Садовським переїхали до Кам'янця-Подільського.

### Доба визвольних змагань

Надгробок Миколи Садовського

У роки української державності Садовський працював головним уповноваженим у справах народних театрів — в червні 1919 року його призначено головноуповноваженим із питань організації народних театрів для фронту і тилу на території УНР; 1920 року в Галичині, з 1921 року очолював театр «Просвіти» в Ужгороді. З 1923 року жив у Празі.

### Радянський період

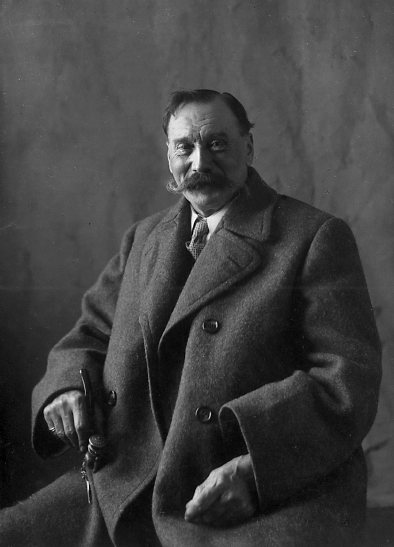
Микола Садовський, 1930 р.

У вересні 1922 року дирекція Харківського театру ім. Т. Шевченка прохає уряд УСРР надати дозвіл повернутися Миколі Садовському. Після повернення до УРСР (1926 р.) Садовський у тодішній політичній ситуації вже не мав права на власний театр і виступав у своєму репертуарі в різних театрах, знімався у головній ролі у фільмі «Вітер з порогів» (1929 рік).
Помер 7 лютого 1933 року в Києві. Похований на Байковому кладовищі (надгробок — граніт, мармур; скульптор Е. М. Фрідман; встановлений 1935 року).

## Творчість

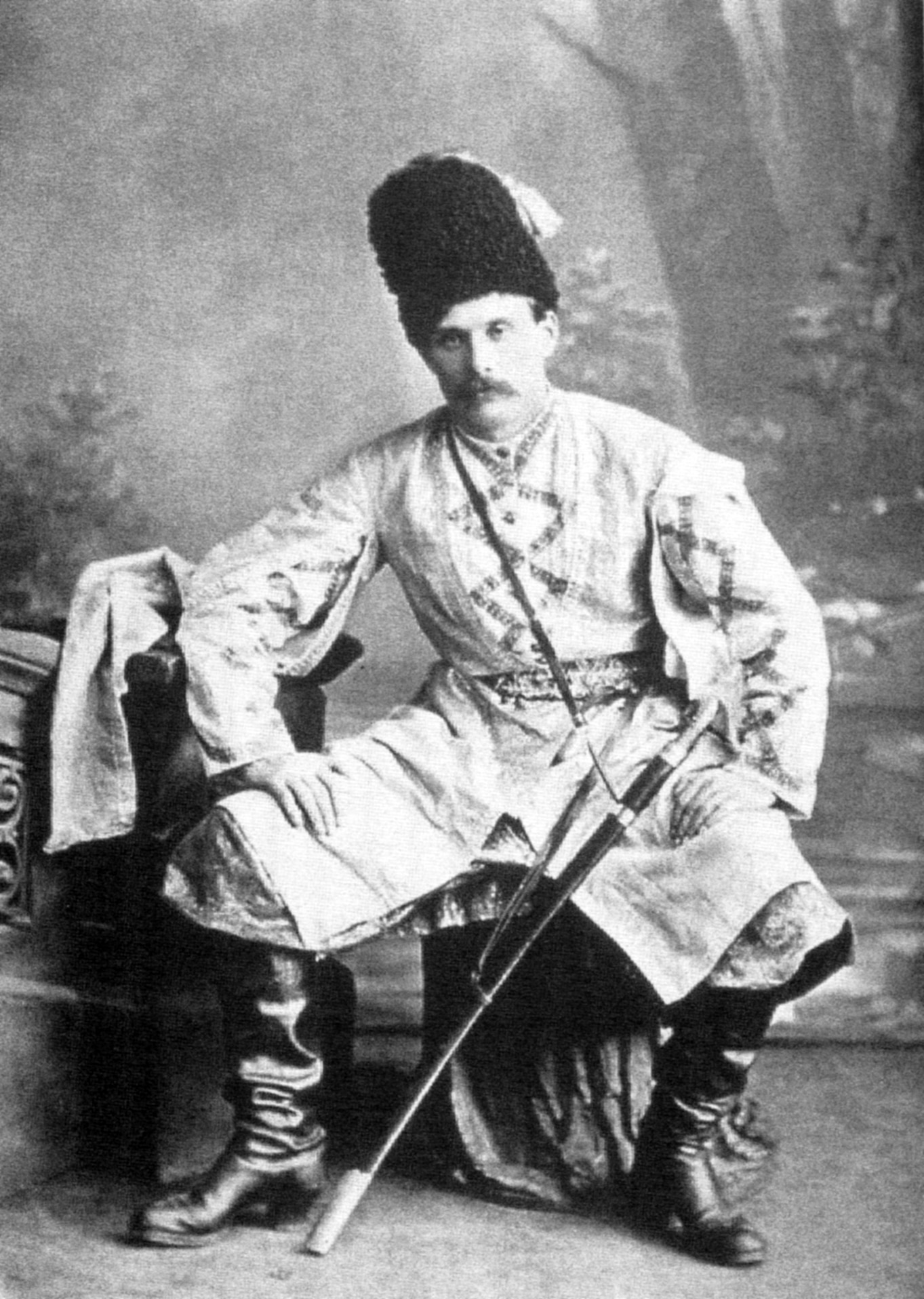
Микола Садовський у сценічному вбранні

### Театральна творчість
Як кіно- та театральний актор Садовський відзначався винятковою пластичністю, простотою, глибиною і щирістю почуттів, хоч і не позбавлених характером гри «нутром» (від великих емоцій до спаду). Садовський уславився в героїчно-історичному — Богдан Хмельницький (в однойменній п'єсі М. Старицького), Сава Чалий (І. Карпенка-Карого), Гетьман Дорошенко (Л. Старицької-Черняхівської) і героїчно-побутовому репертуарі: Дмитро («Не судилося» М. Старицького), Опанас («Бурлака» І. Карпенка-Карого); був першим Командором («Камінний господар» Лесі Українки) і Городничим на українській сцені («Ревізор» М. Гоголя); крім того, виступав в оперному репертуарі й уславився як виконавець українських народних пісень. Вмів грати на віолончелі.
Як театральний режисер Садовський виховав цілу плеяду українських акторів (О. Петляш, О. Корольчук, Є. Хуторна, М. Малиш-Федорець, І. Ковалевський і багато ін.), даючи їм велику волю в творенні образу.

### Літературна творчість

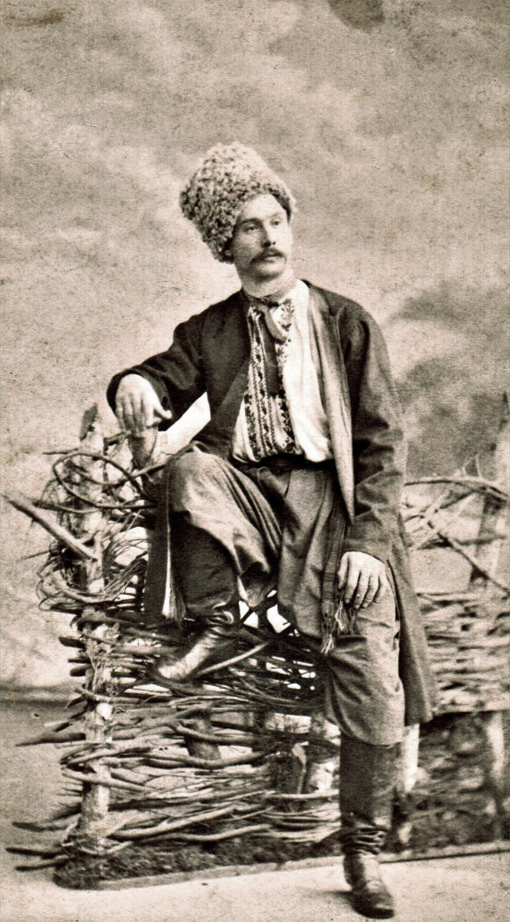
Микола Садовський в народному вбранні

#### Власна творчість
Микола Садовський був вправним письменником, й написав декілька власних публіцистичних біографічних книг, зокрема Спомини з російсько-турецької війни 1877—1878 (1917, 1993 — спомини вперше надруковані у журнальному вигляді у 1906 році у ЛНВ у томах 34-36) та Мої театральні згадки, 1881—1917 (1930, 1956). Залишається неопублікованою книга його спогадів Підкарпатчина (1924, знаходиться у фонді № 314 Центрального державного історичного архіву України у Львові).
- Микола Садовський. Спомини з російсько-турецької війни 1877—1878. Київ: Видавниче товариство «Час». 1917. 87 стор.
  - (передрук) Микола Садовський. Спомини з російсько-турецької війни 1877—1878. Післямова Л. Мороз. Кіровоград: Кіровоградська районна друкарня; Заповідник-музей Івана Тобілевича. 1993. 94 стор. ISBN 5-7707-3234-2 (html, pdf)
- Микола Садовський. Мої театральні згадки, 1881—1917. Харків-Київ: ДВУ. 1930. 120 стор. (html, djvu, jpeg)
  - (передрук) Микола Садовський. Мої театральні згадки, 1881—1917. Київ: Державне видавництво образотворчого мистецтва і музичної літератури. 1956. 202 стор.

#### Перекладацька творчість

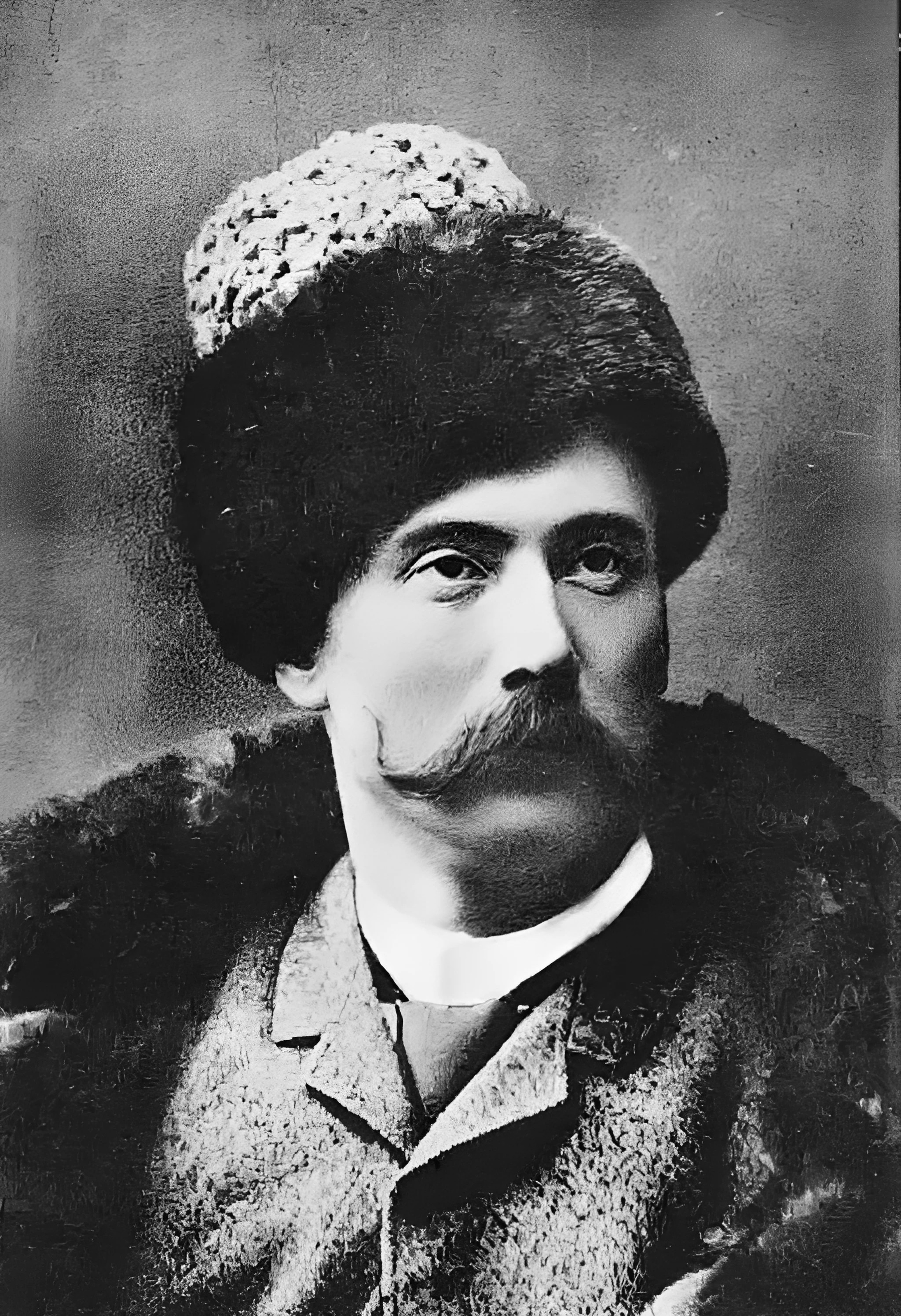
Микола Садовський

Садовський також був правним перекладачем й переклав на українську мову твори Олександра Пушкіна, Миколи Гоголя, О. Островського, Л. Толстого, А. Чехова, Ю. Словацького тощо. Садовський Також переклав та створив лібретто до опер «Галька» Станіслава Монюшка, «Продана наречена» Бедржіха Сметани та «Енеїда» Миколи Лисенка.
Серед творів Гоголя, Садовський переклав на українську мову «Тараса Бульбу», «Ревізора», «Мертві душі», «Шинель», «Коляску», «Записки божевільного», «Іван Федорович Шпонка та його тітка», «Оглядини» («Женитьба»), «Сутяжництво» («Тяжба»), та «Вечори на хуторі біля Диканьки».
- Нікалай Гоголь. Тарас Бульба. Пер[еклав]: М. Садовський. Київ: Друкарня 1-ї Київської друкарської спілки, 1910. 160 стор.
  - (передрук) Микола Гоголь. Тарас Бульба. Переклад з рос.: Микола Садовський. Київ: Видавництво Товариства «Час». 1918. 174 стор.
  - (передрук) Микола Гоголь. Тарас Бульба. Переклад з рос.: Микола Садовський; переднє слово: Ф. Якубовський. Київ: Видавництво «Сяйво». 1928. 188 стор. (серія «Бібліотека української повісті»)

- Нікалай Гоголь. Ревизор: комедія в 5 діях. Переклав з рос.: Микола Садовський. Київ: Друкарня Дніпровського Союзу Споживчих Товарств; Товариство «Час» у Києві. 1918. 100 стор. (серія драматична № 74)[16]
  - (передрук) Микола Гоголь. Ревізор: комедія на п'ять дій. Переклав з рос.: Микола Садовський. Київ: Мистецтво, 1949. 151 стор. (Бібліотека Російської драматургії)

## Пам'ять
1944 року в Києві на його честь названо вулицю та провулок. Вулиця Миколи Садовського існує також у Дніпрі. Його ім'я мала одна із вулиць Первомайська до 2016 року, але рішенням міськради вона була перейменована на вулицю Олександра Коротченка.
У 1957 році Вінницькому театру присвоєно ім'я корифея української сцени Миколи Садовського.